# Crasnencoe, Stînga Nistrului
Crasnencoe este satul de reședință al comunei cu același nume din Unitățile Administrativ-Teritoriale din Stînga Nistrului (Transnistria), Republica Moldova. În anul 2004 comuna avea 2239 de locuitori, dintre care 1647 ucraineni, 380 moldoveni, 176 ruși, 15 bulgari.